# Associazione Calcio Prato 1999-2000
Questa pagina raccoglie le informazioni riguardanti l'Associazione Calcio Prato nelle competizioni ufficiali della stagione 1999-2000.

## Rosa
| N. |                   | Ruolo | Calciatore            |
| -- | ----------------- | ----- | --------------------- |
|    | Italia (bandiera) | A     | Giovanni Abate        |
|    | Italia (bandiera) | D     | Giuseppe Argentesi    |
|    | Italia (bandiera) | D     | Mauro Barberini       |
|    | Russia (bandiera) | A     | Krassimir Bogdanov    |
|    | Italia (bandiera) | D     | Mauro Bonometti       |
|    | Italia (bandiera) | D     | Simone Bonomi         |
|    | Italia (bandiera) | P     | Alessandro Brunetti   |
|    | Italia (bandiera) | C     | Alessandro Brusaferri |
|    | Italia (bandiera) | D     | Roberto Bucchioni     |
|    | Italia (bandiera) | C     | Cristian Campedelli   |
|    | Italia (bandiera) | C     | Oscar Cavallari       |
|    | Italia (bandiera) | A     | Marco Cellini         |
|    | Italia (bandiera) | D     | Andrea Cuicchi        |
|    | Italia (bandiera) | C     | Alessandro Diamanti   |

| N. |                   | Ruolo | Calciatore          |
| -- | ----------------- | ----- | ------------------- |
|    | Italia (bandiera) |       | M. Ferrari          |
|    | Italia (bandiera) | C     | Riccardo Gissi      |
|    | Italia (bandiera) | C     | Marco Gori          |
|    | Italia (bandiera) | A     | Massimo Maccarone   |
|    | Italia (bandiera) | P     | Alessandro Misefori |
|    | Italia (bandiera) | D     | Vito Montemmuro     |
|    | Italia (bandiera) | C     | Nicola Padoin       |
|    | Italia (bandiera) | A     | Stefano Saliandra   |
|    | Italia (bandiera) | D     | Mario Stancanelli   |
|    | Italia (bandiera) | A     | Michele Tarallo     |
|    | Italia (bandiera) | P     | Paolo Toccafondi    |
|    | Italia (bandiera) | D     | Massimo Vismara     |
|    | Italia (bandiera) | A     | Manuel Viviani      |